# Dasyhelea kyotoensis
Dasyhelea kyotoensis är en tvåvingeart som beskrevs av Tokunaga 1940. Dasyhelea kyotoensis ingår i släktet Dasyhelea och familjen svidknott. Inga underarter finns listade i Catalogue of Life.